# Mirza
Mirza es un género de lémures de la familia Cheirogaleidae, conocidos como lémures ratón gigantes. Son originarios de los bosques de hoja caduca del oeste de Madagascar, por lo general localizados cerca de la costa u otras fuentes de agua. Su piel es un color marrón oliva en su parte dorsal, y ventralmente de color gris-amarillento.

## Taxonomía
El género fue descrito inicialmente con una especie única, Mirza coquereli, el lémur ratón gigante de Coquerel (que recibió su nombre en honor del entomólogo francés Charles Coquerel), cuando esta especie fue separada del género Microcebus en 1985. En 2005 fue descrita una segunda especie, el lémur ratón gigante del norte (M. zaza). En 2010 se anunció que un nuevo taxón, con zonas de la piel de color rojizo en espalda y cola, había sido descubierto en la región de Berevo-Ranobe.

## Ecología
Los lémures ratón gigantes pesan aproximadamente 300 g. Son nocturnos y activos a lo largo del todo año; a diferencia de otros lémures ratón no hibernan, alimentándose de larvas de hemípteros para sustentarse. Son una especie arbórea, y se alimentan de fruta, flores y pequeños artrópodos como insectos y arañas. También se sabe que se alimentan del lémur ratón enano (Microcebus myoxinus) en cautividad. Forman jerarquías múltiples tanto en la naturaleza como en cautividad; los machos duermen solos mientras que las hembras generalmente duermen en parejas. Su desplazamiento es cuadrúpedo, y tienen una limitada capacidad de salto.
Estos lémures son presa de los búhos, así como del buitre de Madagascar (Buteo brachypterus). Se alimentan por la noche para evitar la depredación, y se comunican entre ellos tanto por señales acústicas como por señales olfativas, así como mediante ultrasonidos.

## Evolución
|  | Allocebus (lémur enano de orejas peludas)                                                |
|  |                                                                                          |
|  | \| \| Mirza (lemur ratón gigante) \| \| \| \| \| \| Microcebus (lémur ratón) \| \| \| \| |
|  |                                                                                          |
|  | Mirza (lemur ratón gigante)                                                              |
|  |                                                                                          |
|  | Microcebus (lémur ratón)                                                                 |
|  |                                                                                          |

|  | Mirza (lemur ratón gigante) |
|  |                             |
|  | Microcebus (lémur ratón)    |
|  |                             |

|  | Allocebus (lémur enano de orejas peludas)                                                |
|  |                                                                                          |
|  | \| \| Mirza (lemur ratón gigante) \| \| \| \| \| \| Microcebus (lémur ratón) \| \| \| \| |
|  |                                                                                          |
|  | Mirza (lemur ratón gigante)                                                              |
|  |                                                                                          |
|  | Microcebus (lémur ratón)                                                                 |
|  |                                                                                          |

|  | Mirza (lemur ratón gigante) |
|  |                             |
|  | Microcebus (lémur ratón)    |
|  |                             |

|  | Allocebus (lémur enano de orejas peludas)                                                |
|  |                                                                                          |
|  | \| \| Mirza (lemur ratón gigante) \| \| \| \| \| \| Microcebus (lémur ratón) \| \| \| \| |
|  |                                                                                          |
|  | Mirza (lemur ratón gigante)                                                              |
|  |                                                                                          |
|  | Microcebus (lémur ratón)                                                                 |
|  |                                                                                          |

|  | Mirza (lemur ratón gigante) |
|  |                             |
|  | Microcebus (lémur ratón)    |
|  |                             |

|  | Allocebus (lémur enano de orejas peludas)                                                |
|  |                                                                                          |
|  | \| \| Mirza (lemur ratón gigante) \| \| \| \| \| \| Microcebus (lémur ratón) \| \| \| \| |
|  |                                                                                          |
|  | Mirza (lemur ratón gigante)                                                              |
|  |                                                                                          |
|  | Microcebus (lémur ratón)                                                                 |
|  |                                                                                          |

|  | Mirza (lemur ratón gigante) |
|  |                             |
|  | Microcebus (lémur ratón)    |
|  |                             |

|  | Phaner (lémures de orejas ahorquilladas) |
|  |                                          |
|  | Lepilemur (Lepilemur)                    |
|  |                                          |

|  | Allocebus (lémur enano de orejas peludas)                                                |
|  |                                                                                          |
|  | \| \| Mirza (lemur ratón gigante) \| \| \| \| \| \| Microcebus (lémur ratón) \| \| \| \| |
|  |                                                                                          |
|  | Mirza (lemur ratón gigante)                                                              |
|  |                                                                                          |
|  | Microcebus (lémur ratón)                                                                 |
|  |                                                                                          |

|  | Mirza (lemur ratón gigante) |
|  |                             |
|  | Microcebus (lémur ratón)    |
|  |                             |

|  | Allocebus (lémur enano de orejas peludas)                                                |
|  |                                                                                          |
|  | \| \| Mirza (lemur ratón gigante) \| \| \| \| \| \| Microcebus (lémur ratón) \| \| \| \| |
|  |                                                                                          |
|  | Mirza (lemur ratón gigante)                                                              |
|  |                                                                                          |
|  | Microcebus (lémur ratón)                                                                 |
|  |                                                                                          |

|  | Mirza (lemur ratón gigante) |
|  |                             |
|  | Microcebus (lémur ratón)    |
|  |                             |

|  | Phaner (lémures de orejas ahorquilladas) |
|  |                                          |
|  | Lepilemur (Lepilemur)                    |
|  |                                          |

|  | Allocebus (lémur enano de orejas peludas)                                                |
|  |                                                                                          |
|  | \| \| Mirza (lemur ratón gigante) \| \| \| \| \| \| Microcebus (lémur ratón) \| \| \| \| |
|  |                                                                                          |
|  | Mirza (lemur ratón gigante)                                                              |
|  |                                                                                          |
|  | Microcebus (lémur ratón)                                                                 |
|  |                                                                                          |

|  | Mirza (lemur ratón gigante) |
|  |                             |
|  | Microcebus (lémur ratón)    |
|  |                             |

|  | Allocebus (lémur enano de orejas peludas)                                                |
|  |                                                                                          |
|  | \| \| Mirza (lemur ratón gigante) \| \| \| \| \| \| Microcebus (lémur ratón) \| \| \| \| |
|  |                                                                                          |
|  | Mirza (lemur ratón gigante)                                                              |
|  |                                                                                          |
|  | Microcebus (lémur ratón)                                                                 |
|  |                                                                                          |

|  | Mirza (lemur ratón gigante) |
|  |                             |
|  | Microcebus (lémur ratón)    |
|  |                             |

Basándose en estudios sobre el uso de la morfología, la inmunología, el ADN repetitivo, análisis SINE, de  pruebas filogenéticas multilocus y en los genes mitocondriales (mtADN), los lémures ratón gigantes están más estrechamente relacionados con los lémures ratón dentro de la familia Cheirogaleidae, y juntos forman un clado con las peludas orejas de lémur enano (Allocebus). Ambos lémures enanos y lémures de orejas ahorquilladas están emparentados más distantemente, estando los lémures de orejas ahorquilladas más estrechamente emparentados con los lémures deportivos (Lepilemur).
Mirza, Microcebus y Allocebus forman un clado dentro de Cheirogaleidae, los tres linajes se cree que se han ido durante un breve lapso de tiempo, por lo que las relaciones dentro de este clado son difíciles de determinar y puede cambiar con más investigación.